# Liste des monuments historiques protégés en 1884
Cet article recense les monuments historiques français classés en 1884.

## Protections
| Édifice                                     | Commune                    | Département | Région                  | Protection | Base Mérimée                         | Coordonnées                      | Image |
| ------------------------------------------- | -------------------------- | ----------- | ----------------------- | ---------- | ------------------------------------ | -------------------------------- | ----- |
| Église Saint-Germain                        | Rouy                       | Nièvre      | Bourgogne-Franche-Comté | classé     | « PA00112996 », notice no PA00112996 | 47° 02′ 18″ nord, 3° 32′ 25″ est |       |
| Tour Jean-sans-Peur                         | 2e arrondissement de Paris | Paris       | Île-de-France           | classé     | « PA00086026 », notice no PA00086026 | 48° 52′ 04″ nord, 2° 20′ 39″ est |       |
| Arènes de Lutèce                            | 5e arrondissement de Paris | Paris       | Île-de-France           | classé     | « PA00088393 », notice no PA00088393 | 48° 50′ 40″ nord, 2° 20′ 59″ est |       |
| Lanterne des Morts                          | Antigny                    | Vienne      | Nouvelle-Aquitaine      | classé     | « PA00105331 », notice no PA00105331 | 46° 32′ 10″ nord, 0° 50′ 21″ est |       |
| Lanterne des Morts                          | Journet                    | Vienne      | Nouvelle-Aquitaine      | classé     | « PA00105479 », notice no PA00105479 | 46° 28′ 09″ nord, 0° 58′ 27″ est |       |
| Lanterne des Morts de Moussac               | Montmorillon               | Vienne      | Nouvelle-Aquitaine      | classé     | « PA00105551 », notice no PA00105551 | 46° 25′ 35″ nord, 0° 53′ 44″ est |       |
| Basilique romaine (ruines) avec sa mosaïque | Grand                      | Vosges      | Grand-Est               | classé     | « PA00107181 », notice no PA00107181 | 48° 23′ 35″ nord, 5° 28′ 41″ est |       |